# Fiodor Rogow
Fiodor Wasiljewicz Rogow (ros. Фёдор Васильевич Рогов, ur. 1900 w powiecie wiaziemskim, zm. 6 listopada 1938 w Moskwie) – funkcjonariusz radzieckich służb specjalnych, starszy major bezpieczeństwa państwowego, komendant Kremla (1937-1938).

## Życiorys
Był narodowości rosyjskiej. W 1913 skończył szkołę w Wiaźmie, potem pracował jako kurier, od maja 1918 był funkcjonariuszem powiatowej Czeki w Wiaźmie, od maja 1919 należał do RKP(b)/WKP(b). Od grudnia 1929 był szefem wydziału i pomocnikiem szefa Okręgowego Oddziału GPU w Orenburgu, od 15 maja do 1 października 1930 szefem Kuźnieckiego Okręgowego Oddziału GPU, od 1 października 1930 do 12 maja 1931 szefem Miejskiego Oddziału GPU w Uljanowsku, od 1 października 1930 do 21 maja 1932 pomocnikiem szefa Uljanowskiego Sektora Operacyjnego GPU, a od 26 maja 1932 do 1 kwietnia 1933 kierownikiem kursów doskonalenia kadry kierowniczej w Centralnej Szkole OGPU ZSRR. Od 1 kwietnia do 1 sierpnia 1933 był p.o. szefa Oddziału 1 Wydziału Kadr OGPU ZSRR, od 10 maja 1933 do 10 lipca 1934 szefem Oddziału 3 Wydziału Kadr OGPU ZSRR, od 10 lipca 1934 do 3 stycznia 1935 szefem Oddziału 3 Wydziału Kadr NKWD ZSRR, od 3 stycznia 1935 do 13 marca 1937 szefem Wydziału Kadr Zarządu NKWD obwodu leningradzkiego, 25 grudnia 1935 otrzymał stopień kapitana bezpieczeństwa państwowego. Od 13 marca do 25 września 1937 był szefem Wydziału 1 Zarządu Bezpieczeństwa Państwowego (UGB) Zarządu NKWD obwodu leningradzkiego, 26 maja 1937 został awansowany na majora bezpieczeństwa państwowego, od 25 września 1937 do śmierci był komendantem Kremla - szefem Zarządu Komendantury Kremla NKWD ZSRR, od 26 maja 1937 miał stopień starszego majora bezpieczeństwa państwowego. 20 grudnia 1932 został odznaczony Odznaką "Honorowy Funkcjonariusz Czeki/GPU (XV)". Zastrzelił się.